# Steven Spielberg
Steven Allan Spielberg (n. 18 decembrie, 1946, Cincinnati, Ohio) este un regizor, producător și scenarist american. Spielberg este de trei ori câștigător al premiului Oscar și este producătorul de film cu cel mai bun succes financiar al tuturor timpurilor; filmele sale având încasări de aproape 8 miliarde de dolari la nivel mondial. Revista Forbes estimează averea lui Spielberg ca fiind de aproximativ 3 miliarde de dolari. În 2006, revista Premiere l-a declarat cea mai puternică și influentă personalitate din industria filmului. La sfârșitul secolului al XX-lea, revista LIFE l-a declarat cea mai influentă persoană a generației sale.
Într-o carieră de aproape patru decenii, filmele lui Spielberg au atins mai multe teme și genuri. În anii '70, '80 și '90, trei dintre filmele sale, Fălci, E.T. Extraterestrul și Jurassic Park au devenit filmele cu cele mai bune încasări ale vremii. În primii ani din cariera sa de regizor, filmele sale SF și de aventură erau văzute ca un moment de cotitură în industria modernă a filmului.

## Prima parte a vieții
Steven Spielberg s-a născut în Cincinnati, Ohio într-o familie de evrei. Mama sa, Leah (12 ianuarie 1920 - 21 februarie 2017), a fost un pianist de restaurante și concerte, iar tatăl său, Arnold Spielberg (născut în 1917), a fost un inginer electric implicat în dezvoltarea calculatoarelor.Bunicii paterni ai lui Spielberg erau imigranți ucraineni evrei care s-au stabilit în Cincinnati în anii 1900; bunica sa a fost din Sudîlkiv, Șepetivka, în timp ce bunicul său era din Kameaneț-Podilskîi.
De-a lungul întregii sale vieți de adolescent, Spielberg a realizat filme amatoare cu peliculă de 8 mm împreună cu prietenii săi, primul dintre acestea fiind turnat la un restaurant din Scottsdale, Arizona.
Spielberg a devenit cercetaș în 1958 și a reușit să obțină o insignă de merit în domeniul media realizând un film de 9 minute pe o pelicula de 8 mm, numit The Last Gunfight. La vârsta de 13 ani, Spielberg a câștigat un premiu pentru un film de război de 40 de minute pe care l-a numit Escape to Nowhere.
La liceul Arcadia din Phoenix, Arizona, în 1963, având atunci 16 ani, Spielberg a scris și regizat primul său film independent, un film science-fiction de 140 de minute numit Firelight (care mai târziu avea să îl inspire pentru Întâlnire de gradul trei). Filmul, care avea un buget de 500 de dolari, a fost difuzat în cinematograful său local și a atins un profit de 1 dolar.
După ce părinții săi au divorțat, Steven s-a mutat în California împreună cu tatăl său. Cele trei surori ale sale și mama sa au rămas în Arizona. După ce s-a mutat în California, a vrut să înceapă studiile la Facultatea de Științe Cinematografice de trei ori dar a eșuat de fiecare dată datorită notei sale mici. După ce Spielberg a devenit faimos, facultatea i-a oferit o diplomă de onoare în 1994. A învățat la Universitatea de Stat din California pentru a evita trimiterea în războiul din Vietnam. Cariera sa a început când s-a întors la Universal unde a lucrat, fără să fie plătit, în departamentul de scenarii ca editor de scenariu.

## Începutul carierei (1969-1975)
Prima sa angajare profesională în domeniul televiziunii a venit în 1969, când i s-a cerut să regizeze câteva secvențe din serialul Night Gallery. Episodul, Eyes, a avut-o în rol principal pe Joan Crawford (care a fost impresionată de regizorul începător de 22 de ani), iar ea și cu Steven au rămas prieteni apropiați până la moartea ei.
În 1980, împreună cu producătorii Kathleen Kennedy și Frank Marshall, Steven Spielberg a pus bazele companiei Amblin Entertainment, numită după primul film lansat comercial al lui Steven Spielberg, Amblin' (1968), un scurtmetraj independent despre un bărbat și o femeie care fac autostopul prin deșert.
Debutul regizoral al lui Spielberg a avut loc cu filmul Drumul spre Sugarland, un film despre un cuplu căsătorit care este urmărit de poliție în timp ce ei încearcă să recapete custodia copilului lor. Efectele de filmare ale lui Spielberg pentru poliție au fost lăudate de critici, revista The Hollywood Reporter spunând „un nou mare regizor se află la orizont”. Cu toate acestea, filmul nu s-a descurcat foarte bine la încasări și a avut o lansare limitată.
Producătorii studioului Richard Zanuck și David Brown i-au oferit lui Spielberg scaunul regizoral pentru filmul horror Jaws („Fălci”), bazat pe romanul lui Peter Benchley. Filmul despre un rechin ucigaș a câștigat trei premii Oscar (pentru montaj, coloană sonoră și sunet) și a avut încasări în valoare de 470.653.000 de dolari, realizând un record de încasări în Statele Unite ale Americii și a dus la ceea ce presa a numit "Jawsmania". „Fălci” i-a sigilat numele și l-a făcut unul din cei mai tineri milionari. Filmul a mai fost nominalizat și la categoria „Cel Mai Bun Film” și a marcat prima din cele trei colaborări dintre Spielberg și Richard Dreyfuss. În iulie 2022, Steven Spielberg a regizat și filmat videoclipul pentru „Cannibal” de Marcus Mumford, folosind iPhone. Aceasta a fost prima dată când Spielberg a creat un videoclip muzical.

## Galerie

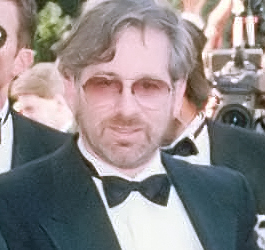
Steven Spielberg la Premiile Oscar din 1990
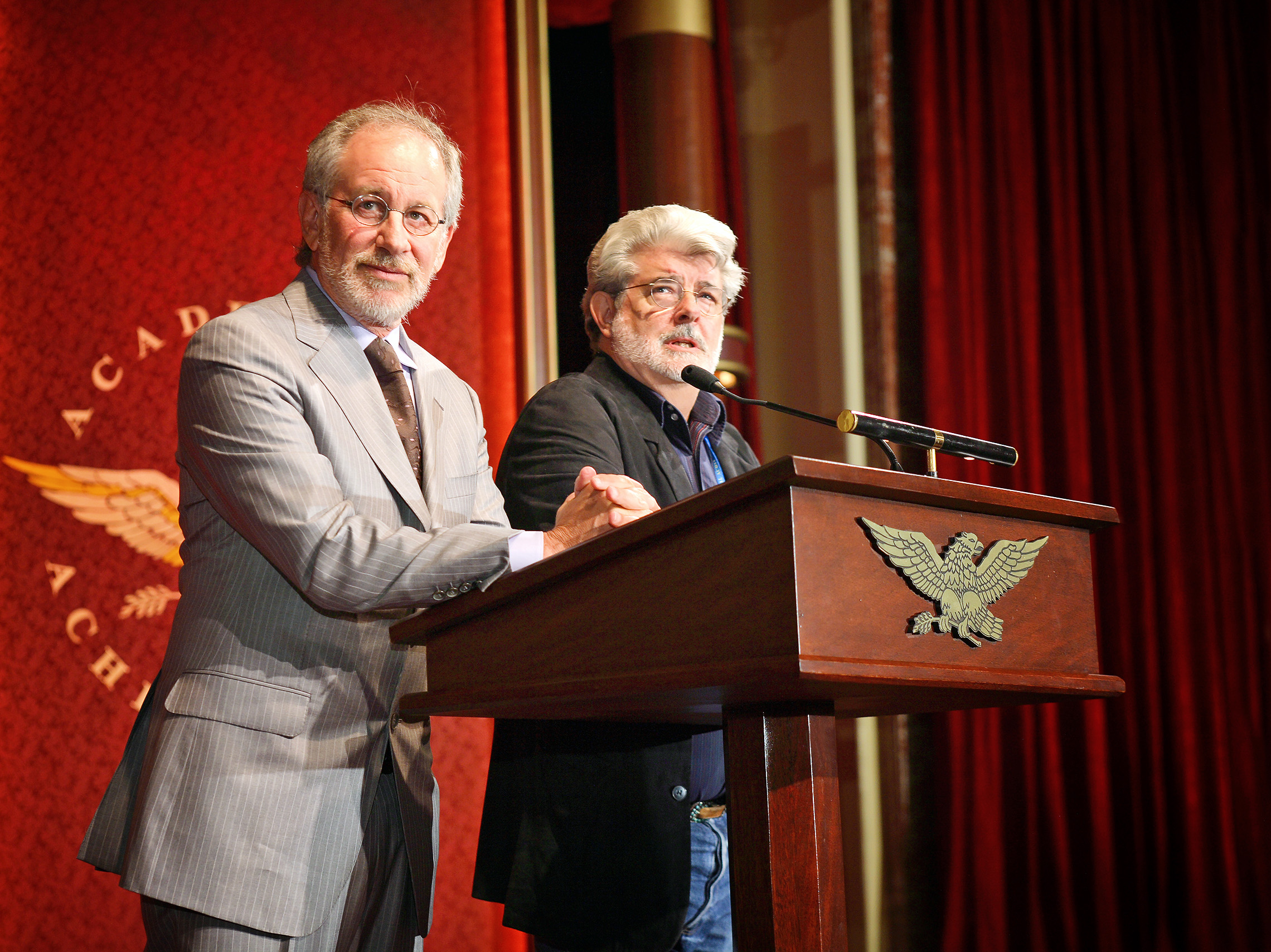
Regizorii Steven Spielberg și George Lucas în Los Angeles, 2006
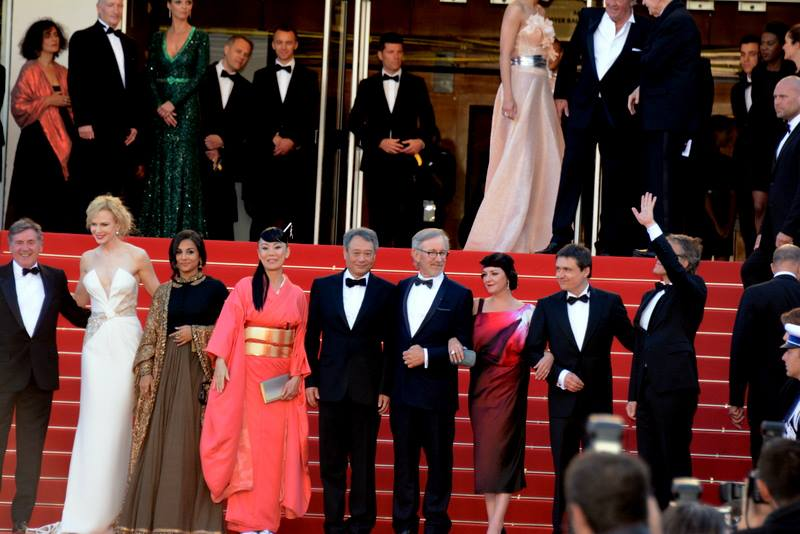
Spielberg la Festivalul de Film de la Cannes, 2013
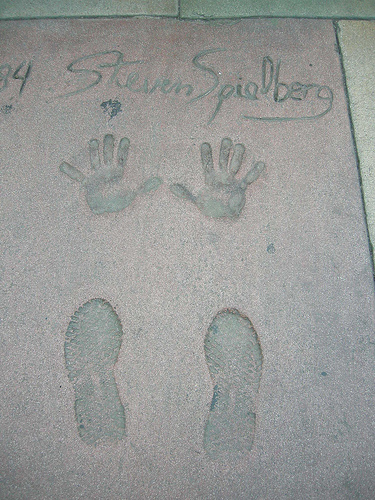
Amprentele lui Spielberg de la Grauman’s Chinese Theatre